# Polvorosa de Valdavia

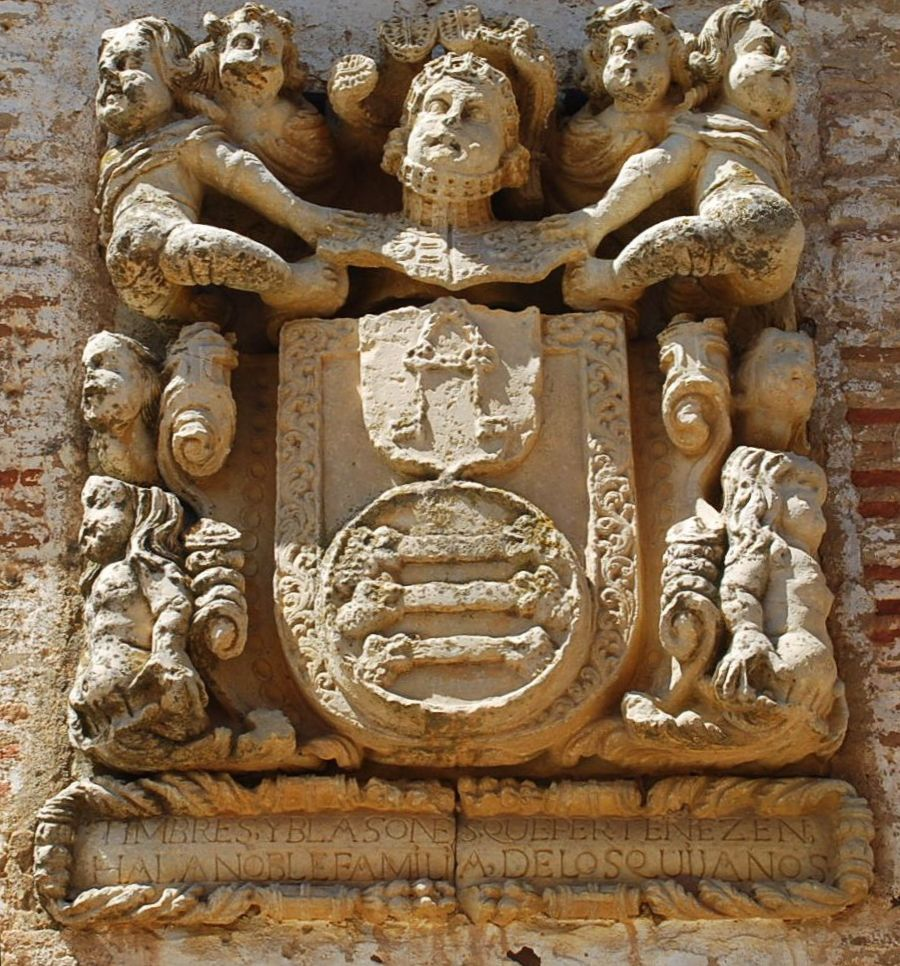
Escudo de los Quijano.

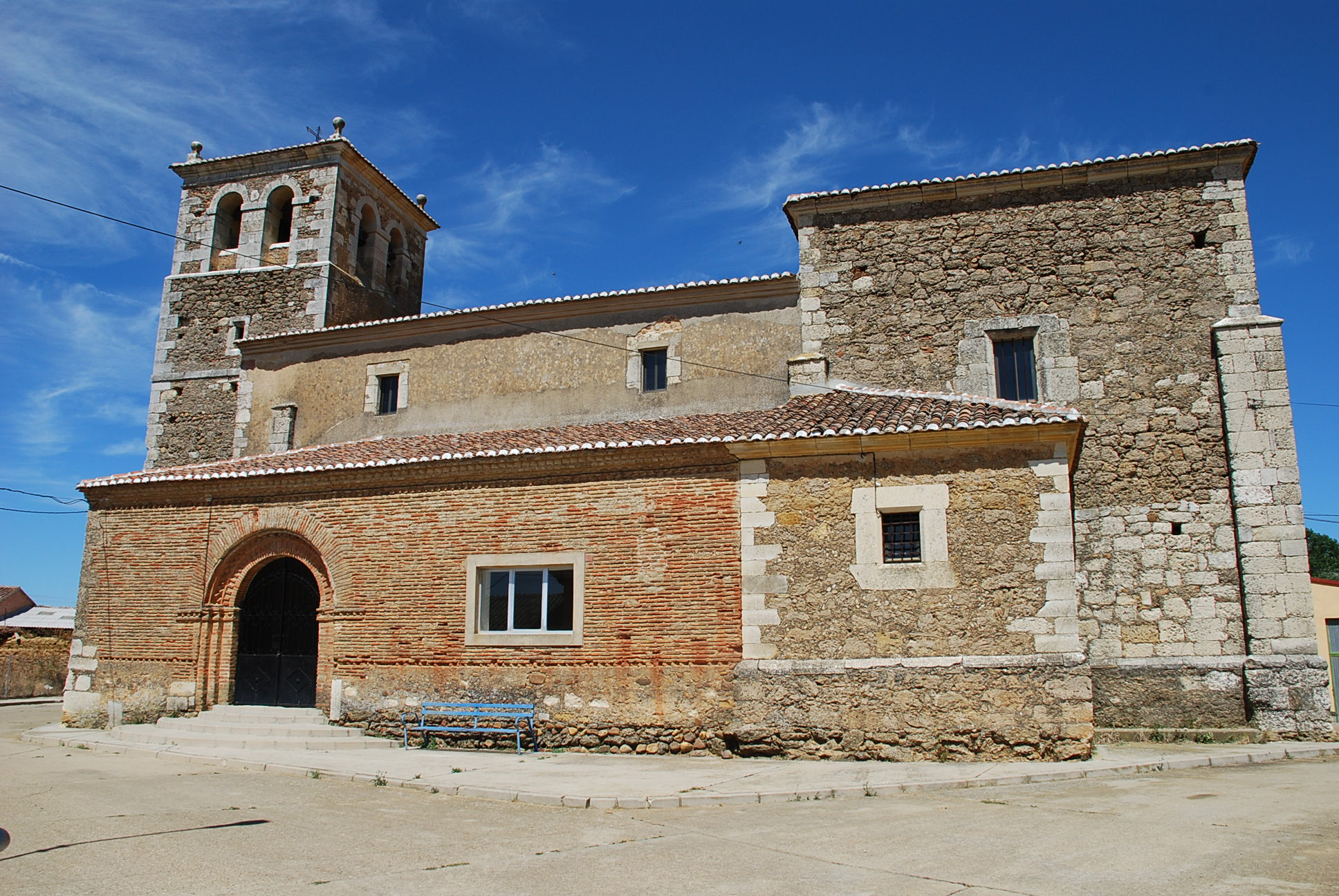
Iglesia de Santiago de Polvorosa de Valdavia.

Polvorosa de Valdavia es una localidad de la provincia de Palencia (Castilla y León, España) que pertenece al municipio de Buenavista de Valdavia.
Ubicada a los pies de la ruta Jacobea que unía San Vicente de la Barquera con Carrión de los Condes a través del Camino Real de la Valdavia.

## Economía local
Agricultura, ganadería. Tiene recursos paisajísticos explotables por el turismo rural. 

## Historia
La primera mención relativa a Polvorosa queda recogida en una donación efectuada en el año 905 por el magnate Osorio Díaz, acaso emparentado con la casa condal de los Banu Gómez de Saldaña, si bien no parece que se trate de uno de los hijos del conde Diego Muñoz del mismo nombre, habida cuenta de la fecha en la que se produce la donación. Este hecho quedó recogido en la confirmación que el rey Alfonso VI efectúa en la persona del abad Gonzalo, en el año 1068. El tal Osorio Díaz, objeto de la donación en cuestión, tuvo que ser una persona muy poderosa en la zona del Valdavia medio, habida cuenta el volumen de lo donado, ya que manda que si muriere sin sucesión, sea para el Monasterio de San Benito de Sahagún, todo cuanto tiene en Riacos, (lugar próximo a Vega de Riacos), Navafría, (existe un Navafría en la comarca de La Sobarriba en la provincia de León, pero podría referirse, por la cercanía del resto de lugares enumerados, a Villafría de la Peña), Tablares, al que se refiere como Tablales, Cornón de la Peña, Arenillas de San Pelayo, al que se refiere como Arenillas de Don Feles, Villaeles, al que se refiere como Villa de Don Feles, el actualmente despoblado de Villa Ramnio, Villabasta, al que se refiere como Villa Abasta, el despoblado de Villa Tello, Arenillas de Nuño Pérez, a la que se refiere como Arenillas de Villa Nuño, Villanuño de Valdavia, al que se refiere como Villa de D. Nuño, el despoblado de Villa Hanne (no sabemos si se corresponde con el pago de Villahán de Yuso o Villahán de Suso), Villavega a la que se refiere como Villa Vajca, Castrillo de Villavega, al que se refiere como Castrillo de Hevia, el actualmente no identificado despoblado de Villa Meoguti y Polvorosa, a la que se refiere como Polvosera junto al río o arroyo de Agera, identificado como el actual río Valdavia.
En 1831, Povorosa contaba con una fábrica de telas.
A la caída del Antiguo Régimen la localidad se constituye en municipio constitucional, entonces conocido como Polvorosa que en el censo de 1842 contaba con 22 hogares y 114 vecinos, para posteriormente integrarse en Renedo de Valdavia .
A escasamente 2 km de Polvorosa se encuentra el despoblado altomedieval de Santa María de Villaverde, excavado en la década de los noventa. En la Iglesia de Santiago, en Polvorosa, se conserva uno de los sarcófagos encontrados en dicha excavación.
En Polvorosa de Valdavia se puede encontrar la preciosa Iglesia de Santiago que data del siglo XVI y que cuenta con una preciosa torre. En su interior se puede encontrar una tabla románica de la Virgen y una fabulosa pila bautismal, así como  interesantes relieves.
En la parte delantera, se encuentra la entrada principal, mientras que en la parte de atrás se puede encontrar una escalera muy "chatina" que accede a la torre y, que antaño, daba lugar a largas e inolvidables charlas nocturnas.
En las noches de Santiago los mozos y mozas del pueblo se subían a los carros para recoger ramas en el monte y ofrecerlas a Santiago, el patrón del pueblo. Aquellas noches eran mágicas, imposibles de olvidar y las fiestas se alargaban hasta el amanecer, eran las fiestas de la Enramada.

## Demografía
Evolución de la población en el siglo XXI
| Gráfica de evolución demográfica de Polvorosa de Valdavia entre 2000 y 2020 |
|                                                                             |
| Población de derecho (2000-2020) según el padrón municipal del INE          |